# Efferia minor
Efferia minor är en tvåvingeart som först beskrevs av Macquart 1847.  Efferia minor ingår i släktet Efferia och familjen rovflugor. Inga underarter finns listade i Catalogue of Life.